# Micaela Cascallares
 Micaela Cascallares es una localidad argentina del partido de Tres Arroyos, en el sur de la provincia de Buenos Aires.
Se ubica a 22 km de la ciudad de Tres Arroyos, sobre la Ruta Nacional 3.
El acceso al pueblo (desde la Ruta Nacional 3), se realiza mediante la avenida Eduardo Perfumo. Aunque desde el oeste del pueblo, se puede acceder por la calle Máximo Paz.
La historia del pueblo se centró especialmente en su estación de ferrocarril, que unía las ciudades de Tres Arroyos y Bahía Blanca.

## Toponimia
Debe su nombre a la madre del gobernador de la provincia de Buenos Aires, Máximo Paz, quien junto con el ministro de Gobierno, firmó el 23 de julio de 1889 el decreto aprobando la mensura de tierras para la formación de un centro agrícola.

## Población
Cuenta con 400 habitantes (Indec, 2022), lo que representa un descenso del 29,4% frente a los 567 habitantes (Indec, 2010) del censo anterior.

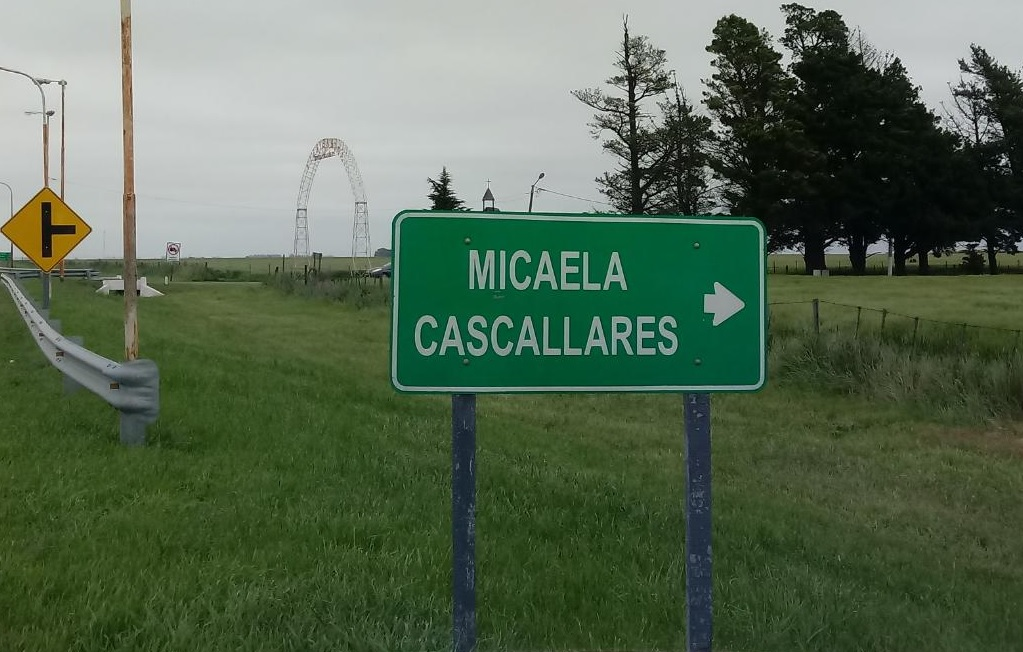
Señal de tránsito que indica el acceso al pueblo

| Gráfica de evolución demográfica de Micaela Cascallares entre 1980 y 2022 |
|                                                                           |
| Fuente: Censos nacionales del INDEC                                       |

## Historia
El 25 de noviembre de 1887 el gobierno provincial promulgó una ley fomentando la creación de centros agrícolas, que nuclearan colonias de productores con la finalidad de incrementar la producción agrícola.
En diciembre de 1888 Benjamin del Castillo, adquirió 20.936 hectáreas a Ignacio Imaz, que posteriormente subdividió en 380 parcelas, propiciando el trazado del pueblo. La construcción del ramal de FFCC Tres Arroyos-Bahía Blanca provocó la división del tejido urbanos en dos secciones, habilitándose la estación en 1892. El movimiento laboral que generaba la producción agraria favoreció el desarrollo demográfico de la localidad, en poco tiempo la población estable superó los 1.200 habitantes.